# Fivers WAT Margareten
Die Fivers WAT Margareten (eng. Fünfer) sind ein Herren-Handballverein aus Margareten, dem 5. Wiener Gemeindebezirk. Hiervon leitet sich der Name der Fivers ab.
Die Fivers gehören, mit drei Meistertiteln und acht Cupsiegen, zu den erfolgreichsten Handballmannschaften Österreichs. Außerdem wurde der Verein 20 mal mit dem Hla-Nachwuchspreis ausgezeichnet und hat damit eine der erfolgreichsten Jugendprogramme im österreichischen Handball.

## Geschichte
Der Verein wurde am 2. Juli 1894 als Allgemeiner Turnverein in Margareten gegründet.
Nach dem Ersten Weltkrieg erfolgte 1919 der Zusammenschluss von insgesamt vier Wiener Vereinen zum WAT Margareten, aus dessen 1920 gegründeter Handballsektion die heutigen Fivers hervorgingen. Der Verein erlebte damals auch seine Blütezeit und war europaweit der Verein mit den meisten Mitgliedern. Der Verein spielte damals in der Wiener Stadtliga. Die Liga fasste damals allerdings lediglich fünf Mannschaften.
Da der Verein tief in der Arbeiterschaft verwurzelt war und deshalb einer starken sozialdemokratischen Färbung unterlag, wurde er seitens der Austrofaschisten verboten. Auch während der Herrschaft der Nationalsozialisten blieb der Verein verboten.
Nach dem Zweiten Weltkrieg wurde der WAT Margareten, unter kräftiger Mithilfe des ehemaligen Tormanns Johann Hefler, neugegründet.
1978 konnten die Handballer in die Staatsliga B aufsteigen und schafften 1982 schließlich den Sprung in die höchste österreichische Spielklasse, der sie bis heute angehören. Durch den dritten Platz in der Meisterschaft in der Saison 1984 qualifizierte sich der Klub erstmals für die Teilnahme am EHF Cup 1984/85. Nach Siegen gegen den niederländischen Verein HV Aalsmeer, über den französischen Verein USAM Nîmes und den schwedischen Traditionsclub Ystads IF musste sich WAT Margareten erst im Halbfinale dem späteren Europacupsieger Minaur Baia Mare aus Rumänien geschlagen geben.
1999 gelang dem Verein der bis dahin größte nationale Erfolg. Zwar scheiterten die Wiener nur knapp im letzten Spiel am Meistertitel, siegten aber eine Woche später im österreichischen Cup. Nach dem Kantersieg gegen UHC Tulln behielten die Margaretner auch gegen HC Bruck die Oberhand.
Im Jahr 2003 wurde die Sporthalle Margareten in der Hollgasse 3, 1050 Wien, eröffnet und der Verein erhielt im Rahmen einer Runderneuerung den Namen "Fivers" (als Referenz an den 5. Wiener Gemeindebezirk) mit neuem Logo. Das Bemühen um die Jugend mit professioneller Jugendarbeit macht die Fivers diesbezüglich zu Österreichs erfolgreichstem Verein mit über 60 Titeln im Nachwuchsbereich seit 2003.
2009 gelang den HC Fivers mit dem ÖHB-Cup der erste Titelgewinn seit der Namensänderung, nachdem im Finale HIT Innsbruck vor heimischem Publikum besiegt worden war. Im Jahr 2011 wurden die Fivers zum ersten Mal österreichischer Meister, dadurch durften die Margaretner zum ersten Mal an der EHF-Champions-League-Qualifikation teilnehmen. Dort schieden sie allerdings bereits im ersten Duell gegen Dinamo Minsk aus. Im Jahr 2012 gewannen der HC Fivers erneut den österreichischen Cup, im Finale wurde nach zwei Verlängerungen ULZ Schwaz besiegt. 2013 konnte der ÖHB-Cup Titel gegen den HC Hard im Finale verteidigt werden. Ebenso gewannen die Fivers 2013 und 2014 den österreichischen Supercup gegen den amtierenden Meister Alpla HC Hard.
In der Saison 2013/14 wurde ein neues Kapitel in der Vereinsgeschichte der Fivers aufgeschlagen. Die Fivers spielen seither in der Bundesliga und sind damit der erste Verein in der Geschichte des Österreichischen Handballs, der sich sowohl für die erste als auch die zweite Liga qualifiziert hat. Am Ende der Saison wurde mit der Bundesliga-Mannschaft das Ziel Klassenerhalt knapp geschafft. Man belegte den vorletzten Platz im unteren Playoff konnte sich dann im Best-of-Three Abstiegs-Duell aber 2:0 gegen den HC Kärnten durchsetzen. Mit der ersten Mannschaft scheiterte man im Finale der Liga und des Cups am HC Hard.

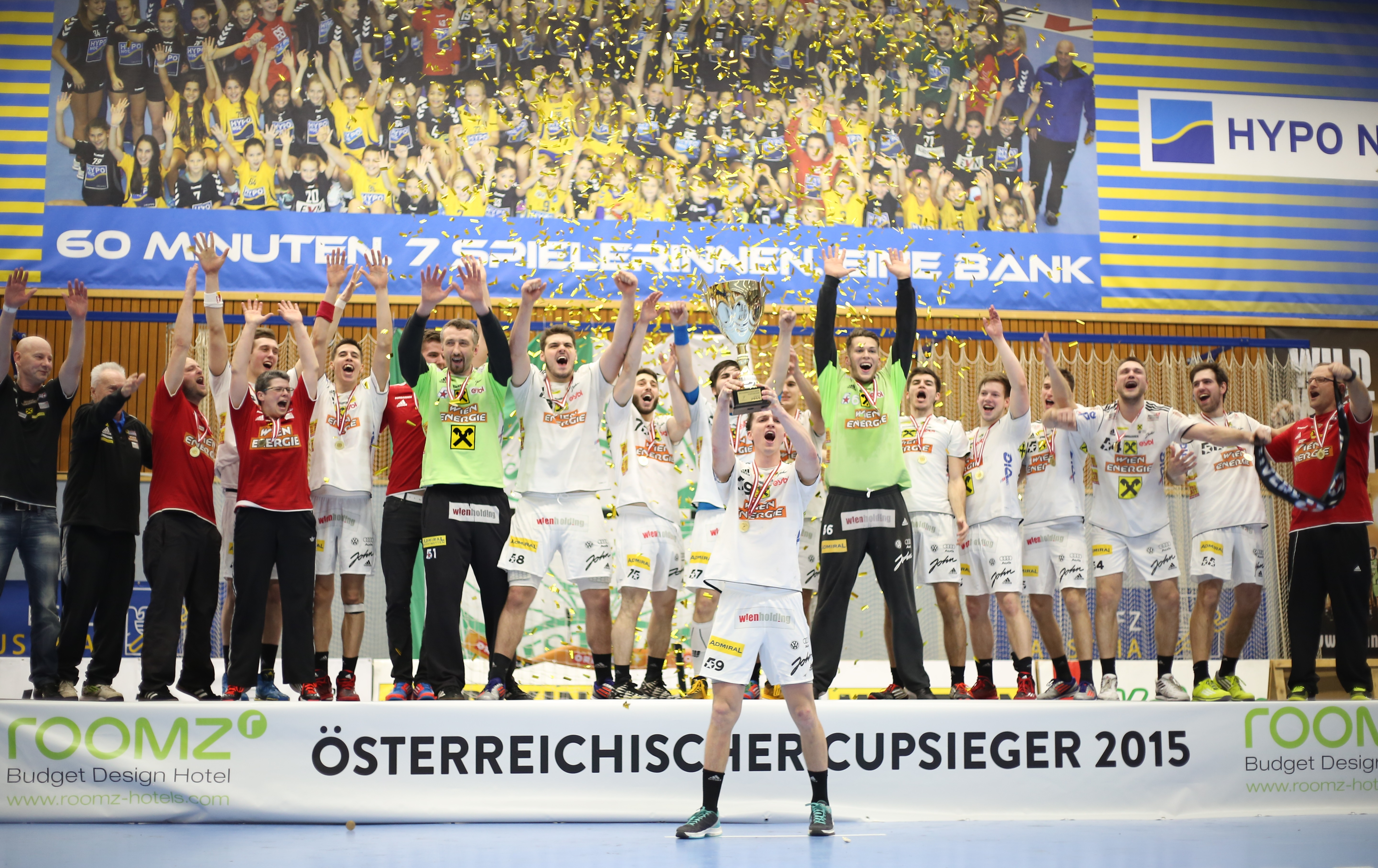
Pokalübergabe an den Handballclub Fivers Margareten 2015

2015 gewannen die Fivers erneut den ÖHB-Cup, im Finale konnte Bregenz Handball, nach Verlängerung, bezwungen werden. 2015/16 konnten die Margaretner den Cup-Titel verteidigen, des Weiteren besiegte die Mannschaft im Finale der HLA Bregenz Handball und feierte damit den zweiten Meistertitel der Vereinsgeschichte. Zurzeit sind die Fivers mit sieben Cuptiteln Rekordsieger im ÖHB-Cup seit der Einführung des Pokal-Bewerbs. 2017/18 konnte, zum dritten Mal, in der Vereinsgeschichte der Meistertitel gefeiert werden.
Als führende Mannschaft der aufgrund der COVID-19-Pandemie abgebrochenen Österreichischen Handballmeisterschaft 2019/20 nahmen die Fivers in der Saison 2020/21 an der neuen EHF European League teil und erreichten aufgrund des Ausfalls der gegnerischen Mannschaft BM Bemnidorm vorzeitig die Gruppenphase. In der Gruppenphase konnte das Team Fenix Toulouse Handball und HC Metalurg Skopje hinter sich lassen und zog damit in das Achtelfinale ein. Im Achtelfinale traf die Mannschaft auf die Füchse Berlin. Das erste Aufeinandertreffen verlor man 35:27, die zweite Begegnung musste aufgrund von Coronafällen in den Reihen der Fivers abgesagt werden und wurde mit 10:0 gegen die Wiener gewertet.

### Platzierungen seit 2001
| Saison  | Liga                  | Rang | Pokal         |
| ------- | --------------------- | ---- | ------------- |
| 2024/25 | Handball Liga Austria |      |               |
| 2023/24 | Handball Liga Austria | 4    | Viertelfinale |

| Saison  | Liga                  | Rang               | Pokal              |
| ------- | --------------------- | ------------------ | ------------------ |
| 2022/23 | Handball Liga Austria | 4                  | Halbfinale         |
| 2021/22 | Handball Liga Austria | 3                  | Halbfinale         |
| 2020/21 | spusu Liga            | 2                  | Cupsieger          |
| 2019/20 | spusu Liga            | Saison abgebrochen | Saison abgebrochen |
| 2018/19 | spusu Liga            | 4                  | Viertelfinale      |
| 2017/18 | Handball Liga Austria | 1                  | Halbfinale         |
| 2016/17 | Handball Liga Austria | 2                  | Cupsieger          |
| 2015/16 | Handball Liga Austria | 1                  | Cupsieger          |
| 2014/15 | Handball Liga Austria | 4                  | Cupsieger          |
| 2013/14 | Handball Liga Austria | 2                  | Finale             |
| 2012/13 | Handball Liga Austria | 2                  | Cupsieger          |

| Saison  | Liga                  | Rang | Pokal         |
| ------- | --------------------- | ---- | ------------- |
| 2011/12 | Handball Liga Austria | 4    | Cupsieger     |
| 2010/11 | Handball Liga Austria | 1    | Halbfinale    |
| 2009/10 | Handball Liga Austria | 2    | Finale        |
| 2008/09 | Handball Liga Austria | 4    | Cupsieger     |
| 2007/08 | Handball Liga Austria | 2    | Achtelfinale  |
| 2006/07 | Handball Liga Austria | 2    | Viertelfinale |
| 2005/06 | Handball Liga Austria | 2    | Finale        |
| 2004/05 | Handball Liga Austria | 2    |               |
| 2003/04 | Handball Liga Austria | 6    |               |
| 2002/03 | Handball Liga Austria | 6    |               |
| 2001/02 | Handball Liga Austria | 4    |               |

| Legende | Legende                  |
| ------- | ------------------------ |
|         | Meister                  |
|         | Cupsieger                |
|         | Double Meister/Cupsieger |

## Vereinsstruktur

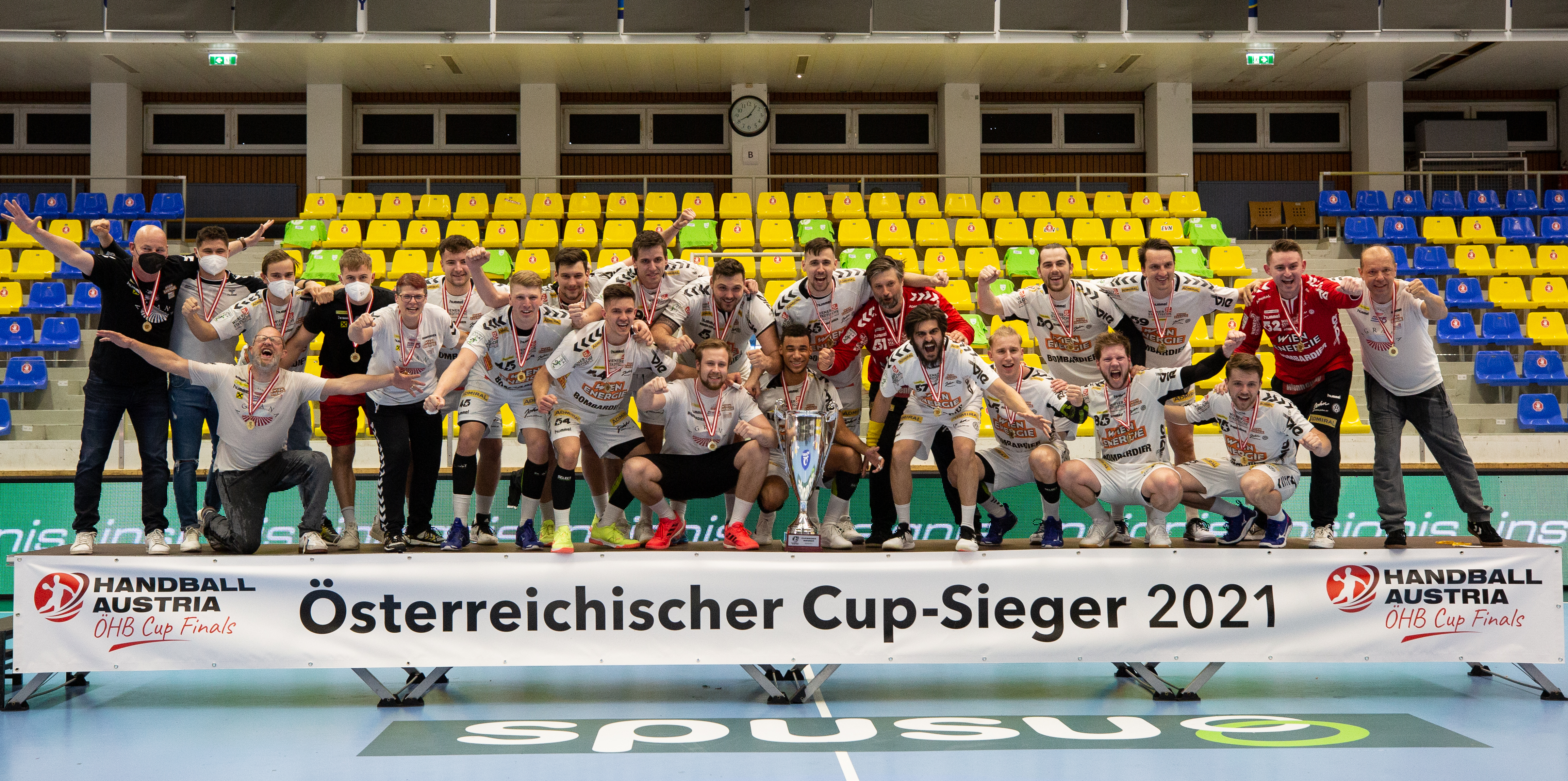
Der Handballclub Fivers Margareten mit dem Pokal 2021

Obmann: Martin Wiesinger

Manager: Thomas Menzl

Trainer: Peter Eckl

Jugendmanagerin: Sandra Zapletal

## HLA-Kader 2024/25
| Nr. | Name              | Nationalität | Position        | im Team seit | Letzter Verein        |
| --- | ----------------- | ------------ | --------------- | ------------ | --------------------- |
| 51  | Leon Bergmann     | Österreicher | Tor             | 2023         | HSG Graz              |
| 52  | Marko Konstantin  | Österreicher | Tor             | 2023         | Eigene Jugend         |
| 56  | Jan David         | Österreicher | Tor             | 2020         | Eigene Jugend         |
| 5   | Lorin Lichtblau   | Österreicher | Links Außen     | 2024         | Eigene Jugend         |
| 15  | Philipp Gangel    | Österreicher | Außenspieler    | 2020         | Eigene Jugend         |
| 25  | Samuel Weiser     | Österreicher | Rückraum Links  | 2022         | THW Kiel Jugend       |
| 35  | Lukas Gangel      | Österreicher | Außenspieler    | 2020         | Eigene Jugend         |
| 45  | Florian Heizinger | Österreicher | Kreis           | 2022         | Eigene Jugend         |
| 50  | Thomas Sturz      | Österreicher | Kreis           | 2022         | Perchtoldsdorf Devils |
| 53  | Florentin Dvorak  | Österreicher | Rückraum Mitte  | 2023         | Eigene Jugend         |
| 54  | Fabian Glätzl     | Österreicher | Rückraum Mitte  | 2019         | Eigene Jugend         |
| 55  | Marin Martinović  | Österreicher | Rückraum Links  | --           | Eigene Jugend         |
| 57  | Jakob Nigg        | Österreicher | Rechts Außen    | 2022         | Eigene Jugend         |
| 58  | Leander Brenneis  | Österreicher | Rückraum        | 2016         | Eigene Jugend         |
| 59  | Markus Kolar      | Österreicher | Rückraum Links  | 2003         | Eigene Jugend         |
| 65  | Leon Breit        | Österreicher | Links Außen     | 2023         | Eigene Jugend         |
| 75  | Maximilian Riede  | Österreicher | Rechts Außen    | 2016         | Eigene Jugend         |
| 85  | Fabio Schuh       | Österreicher | Rückraumspieler | 2020         | Eigene Jugend         |
| 95  | Thomas Seidl      | Österreicher | Rückraum Links  | --           | Eigene Jugend         |

| Zugänge 2024/25 | Abgänge 2024/25 - Eric Damböck (HSC Kreuzlingen) |

| Zugänge 2025/26 - Matthias Rattensperger (Union Korneuburg) | Abgänge 2025/26 - Leon Bergmann (Kadetten Schaffhausen) - Jakob Nigg (TVB 1898 Stuttgart) - Markus Kolar (Karriereende) - Leander Brenneis (Karriereende) - Thomas Seidl (Karriereende) - Jan David (Karriereende) |

## Heimhalle
Seit dem 8. Dezember 2003 werden die Heimspiele der Fivers in der neu erbauten Sporthalle Margareten, Hollgasse 3, ausgetragen.

## Bekannte ehemalige Spieler
| - Lukas Hutecek (2017–2021) - Ivan Martinović (2015–2018) - Tobias Wagner (2013–2016, 2018–2021) - Nikola Bilyk (2012–2016) - Richard Wöss (2004–2007, 2015–2016) | - Vytautas Žiūra (2003–2009, 2010–2020) - Thomas Bauer (2003–2009) - Martin Abadir (2001–2013) - Michael Gangl (1994–2010) - Erwin Lanc (1947–1980) |

## Trainer
- Peter Eckl (2010–)
- Romas Magelinskas (2002–2010)
- Anatolyj Ewtuschenko (–2000)[24]

## Erfolge
Handball Liga Austria
- Meister (3): 2011, 2016, 2018

ÖHB-Cup
- Sieger (8): 1999, 2009, 2012, 2013, 2015, 2016, 2017, 2021 (Rekord)

HLA-Supercup
- Sieger (4): 2013, 2014, 2015, 2020

EHF Cup
- Halbfinalist (1): 1985

HLA Nachwuchspreis
- 1. Platz (21): 2003/04, 2004/05, 2005/06, 2006/07, 2007/08, 2008/09, 2009/10, 2010/11, 2011/12, 2012/13, 2013/14, 2014/15, 2015/16, 2016/17, 2017/18, 2019/20, 2020/21, 2022/23, 2023/24, 2024/25[25][26][27][28]